# Ingegneria della conoscenza
L'ingegneria della conoscenza è una disciplina che riguarda l'integrazione della conoscenza in sistemi informatici al fine di risolvere problemi complessi che tipicamente richiedono un alto livello di specializzazione umana. La disciplina si riferisce alla costruzione, manutenzione e sviluppo di sistemi basati sulla conoscenza. È correlata all'ingegneria del software ed è utilizzata in diverse aree dell'informatica quali l'intelligenza artificiale, le basi di dati, il data mining, i sistemi esperti e così via. L'ingegneria della conoscenza è anche correlata alla logica matematica e alle scienze cognitive.